# Metanipponaphis
Metanipponaphis  (лат.) — род тлей из подсемейства Aphidinae (Macrosiphini). Восточная и Юго-Восточная Азия.

## Описание
Мелкие насекомые, длина около 2 мм.
Ассоциированы с растениями Distylium, Castanopsis (Fagaceae). Близок к тлям рода Nipponaphis.
- Metanipponaphis assamensis Ghosh & Raychaudhuri, 1973[3]
- Metanipponaphis cuspidatae (Essig & Kuwana, 1918)
  - = Metanipponaphis gigantea (Takahashi, 1921)[4]
- Metanipponaphis echinata Ghosh
- Metanipponaphis lithocarpicola (Takahashi)
- Metanipponaphis rotunda Takahashi, 1959
  - Metanipponaphis rotunda nakijinensis Sorin, 1996
  - Metanipponaphis rotunda rotunda Takahashi, 1959
- Metanipponaphis shiicola Takahashi, 1959
- Metanipponaphis silvestrii (Takahashi, 1935)
- Metanipponaphis vandergooti Noordam, 1991